# 関東つくば銀行

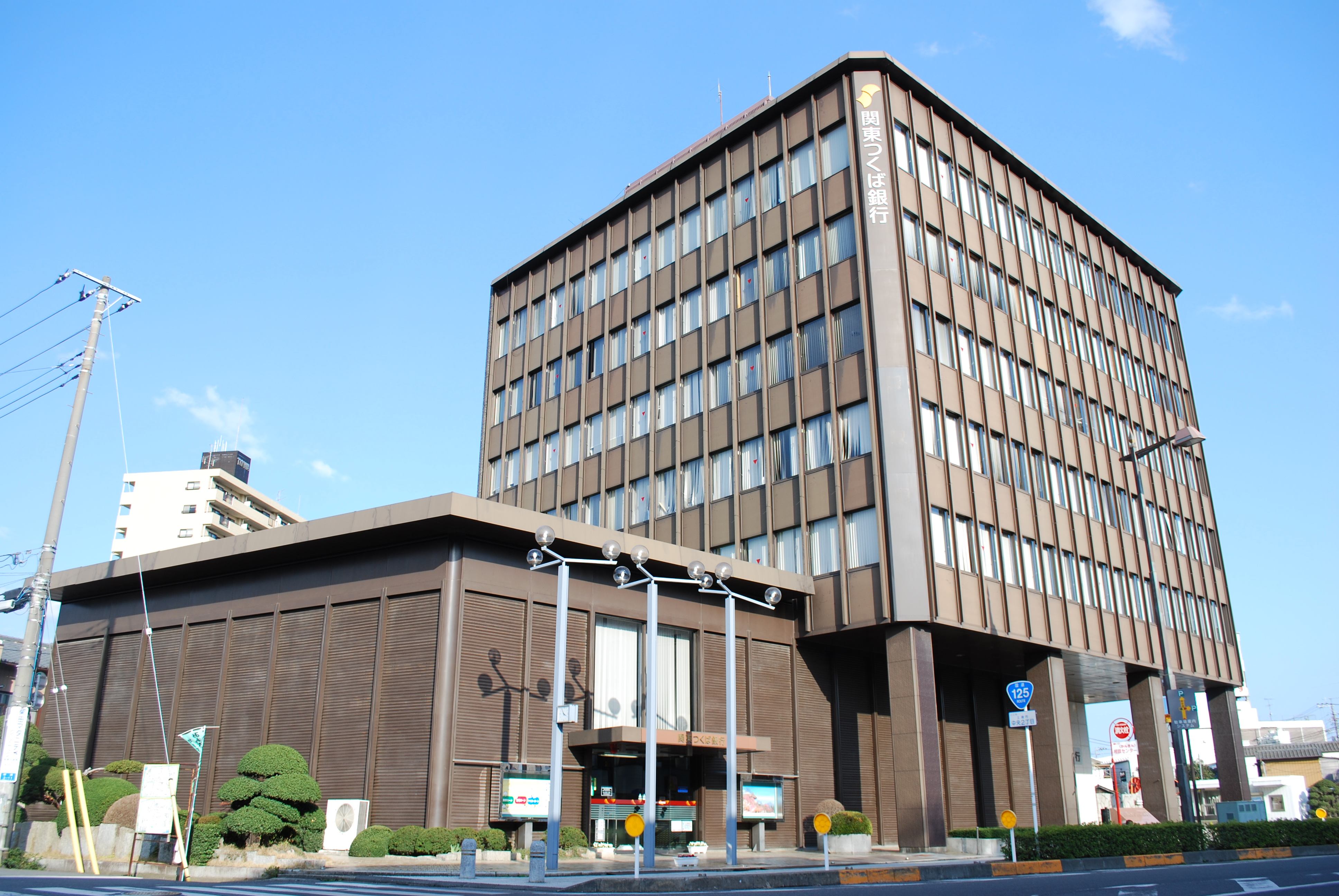
本店

株式会社関東つくば銀行（かんとうつくばぎんこう、英：The Kanto Tsukuba Bank, Limited.）は、茨城県土浦市に本店を置いていた地方銀行。
通称はかんぎん。いわゆる戦後地銀である。上場銘柄上の略称は「関東ツクバ」と「つくば」がカタカナ表記となっていた。
2010年（平成22年）3月1日に茨城銀行と合併し、筑波銀行となった。

## 概要
戦後地銀の関東銀行が第二地銀であったつくば銀行を吸収合併して2003年（平成15年）4月に誕生した。
本店は、土浦市の旧関東銀行本店がそのまま本店となり、下妻市にあった旧つくば銀行本店は、合併により下妻営業部となった。
2006年（平成18年）7月18日に第二地方銀行の茨城銀行と合併して「ひたちの銀行」となる予定だったが、統合条件（営業権の償却に関して意見の相違があった）が折り合わず2006年（平成18年）3月に見送られた（なお、先行して実施されていた同行と茨城銀行とのATM相互解放については継続された）。
この合併見送りについて、2006年（平成18年）6月に茨城銀行が提訴していた損害賠償請求訴訟が、2009年（平成21年）2月に和解。
これを受け、2009年（平成21年）4月28日に、茨城銀行と合併することで再び基本合意した旨を発表。
2010年（平成22年）3月1日に合併し、「筑波銀行」に改称。
2行合算の預金残高は1兆9336億円（2008年9月末時点）で、地銀では中下位の規模に相当した。
なお、筑波銀行は「ひたちの銀行」のときとは異なり、存続行(法人格)・本店・頭取・システムとも、関東つくば銀行側を継承している（「ひたちの銀行」の際は、頭取は茨城銀行側から出す予定であった）。
合併に先立ち、2010年（平成22年）1月12日に、つくば市吾妻一丁目にある研究学園都市支店（合併後は｢つくば営業部｣）を、同市竹園一丁目の「関友つくば第一ビル」内に移転し、同年1月26日には本部機構も移設した（本部はつくば市に移転されたが、本店所在地、本店営業部窓口は従来通りとなり、これに伴う本店ビルの空きスペースは関連会社等のグループで利用する）。

## 沿革

### 旧関東銀行
- 1952年（昭和27年）
  - 9月10日 - 株式会社関東銀行創立総会[2]
  - 9月15日 - 土浦市に株式会社関東銀行設立登記[2]
  - 9月26日 - 株式会社関東銀行営業認可[2]
  - 10月1日 - 株式会社関東銀行開業[2]
- 1974年（昭和49年）4月 - 関東銀行、東京証券取引所第2部上場[1]
- 1977年（昭和52年）3月 - 関東銀行、東京証券取引所第1部上場[1]

### 旧つくば銀行
- 1927年（昭和2年）
  - 4月18日 - 下妻無尽株式会社創立総会[10]
  - 6月29日 - 下妻無尽株式会社営業認可[10]
  - 7月15日 - 下妻町（現下妻市）に下妻無尽株式会社開業[10]
- 1952年（昭和27年）5月20日 - 下妻無尽株式会社が相互銀行法による免許を取得して相互銀行に転換し、株式会社東陽相互銀行に社名変更[10]
- 1989年（平成元年）2月1日 - 東陽相互銀行は普通銀行に転換し、株式会社つくば銀行と社名変更[10]

### 関東つくば銀行
- 2003年（平成15年）4月 - 関東銀行がつくば銀行を吸収合併し、株式会社関東つくば銀行と行名変更[4]
- 2004年（平成16年）11月22日[要出典] - 茨城銀行と合併の検討を開始することで合意。
- 2006年（平成18年）3月10日[要出典] - 茨城銀行との合併を見送り。
- 2007年（平成19年） - テレビ電話を用いた年金相談／税務相談業務を開始。テレビ電話ソフトはNTTレゾナント製の「WarpVision」を活用している。現在、マネープラザ土浦、パーソルプラザ二ノ宮、パーソルプラザ水戸にて実施中。
- 2008年（平成20年） - 勘定系システムを「じゅうだん会共同版システム」に移行
  - 8月4日 - 武蔵野銀行・千葉銀行・東京都民銀行・横浜銀行とのATM相互出金手数料無料・カード振込手数料優遇提携を開始
- 2009年（平成21年）
  - 3月23日 - イオン銀行相互出金利用手数料を105円引き下げ（平日日中を無料化）。
  - 4月28日 - 茨城銀行と2010年3月1日に合併することで基本合意。
  - 10月19日 - 合併に先立ち、茨城銀行と支店名が重複する一部の店舗の支店名変更を行う[11]。
- 2010年（平成22年）
  - 1月26日 - 本部機構をつくば市（筑波研究学園都市）に移転。
  - 3月1日 - 茨城銀行を吸収合併して、「筑波銀行」に行名（商号）変更[5]。

合併後については、「筑波銀行」を参照のこと。

## ATMについて
先述の通り、ATMでは茨城銀行・武蔵野銀行・千葉銀行・東京都民銀行・横浜銀行・イオン銀行のカードによる出金については自行扱いとなっていた。
当行のキャッシュカードを提携6行ATM（コンビニATMは除く）にて出金する場合、平日日中（茨城銀行のカードを除き、武蔵野銀行ATMについては土曜日中も）に出金する場合は手数料がかからなかった（逆に、提携5行のキャッシュカードを関東つくばATMにて出金する場合も同様）。
なお、武蔵野銀行・千葉銀行・都民銀行・横浜銀行では同時に常陽銀行とのATM出金手数料無料提携とATMによるカード振込手数料優遇提携も行われたが、当行と常陽銀行との相互提携については見送られている（背景としては、特に茨城県内では、同県内に本店を置く各金融機関が共同で設置・運営している店舗外ATMコーナー『I-NET（茨城ネットキャッシュサービス）』において利便性が高く、そこで補完できることなどが挙げられる）。

## 旧店舗名称

### 2009年3月2日変更
- 筑波支店 → つくば北支店[13]

### 2009年10月19日変更
- 水戸支店 → 泉町支店
- 下館支店 → 筑西支店
  - 下館支店下館駅前出張所 → 筑西支店下館駅前出張所
- 大子支店 → 大子駅前通支店
- 竜ヶ崎支店 → 竜ヶ崎東支店
- 太田支店 → 太田西支店
- 江戸崎支店 → 江戸崎西支店
- 鉾田支店 → 鉾田中央支店
- 波崎支店 → 土合支店
- 大洗支店 → 磯浜支店
- 結城支店 → 結城南支店
- 古河支店 → 古河中央支店
- 宇都宮支店 → 宇都宮東支店

### 2010年3月1日変更（筑波銀行）
- 研究学園都市支店 → つくば営業部

## その他
タマ&フレンズのキャラクターを関東銀行時代から起用。筑波銀行誕生後は2015年4月よりイメージキャラクターとして起用され、5月27日からはキャラクターのデザイン通帳・キャッシュカードが発行されている。